# Diszna
Diszna – miasto w Egipcie, w muhafazie Kina. W 2006 roku liczyło 52 534 mieszkańców.